# 스케이트
스케이트(skate, 일본어: スケート 스케토[*], 문화어: 스케트)는 신발 바닥에 쇠 날을 붙이고 얼음 위를 지치도록 만들어진 운동 기구이다.
스케이트는 그 역사가 매우 오래된 운동으로, 석기시대에 이미 동물의 뼈를 이용하여 만들어진 것으로 여겨진다. 북유럽 지역에는 이러한 유물이 발견되고 있으며, 당시에는 운동 기구가 아니라, 얼음판 위의 운반기구로 사용된 것으로 보인다.
스케이트를 스포츠 도구로 활용하게 된 것은 비교적 최근의 일이다. 처음에는 북유럽 지역에서 시작되었고, 후에 영국과 네덜란드로 건너갔으며, 19세기에 제철 기술이 발달하면서 급속히 발전하기 시작하여 스케이트 타기는 겨울철에 즐기는 대표적인 여가 활동이 되었다. 이에 따라 스케이트 타기에 대한 규칙이 마련되면서 경기로도 발전하여, 스피드스케이팅, 피겨스케이팅, 아이스하키, 쇼트트랙 경기로 발전하였고, 그에 맞는 스케이트화(靴)도 개발되었다.
최근에는 얼음 위에서뿐만 아니라, 맨 땅에서도 탈 수 있도록 바퀴를 단 롤러 스케이트와 이것이 더욱 개량된 인라인 스케이트도 크게 인기를 모으고 있다.

## 스케이트

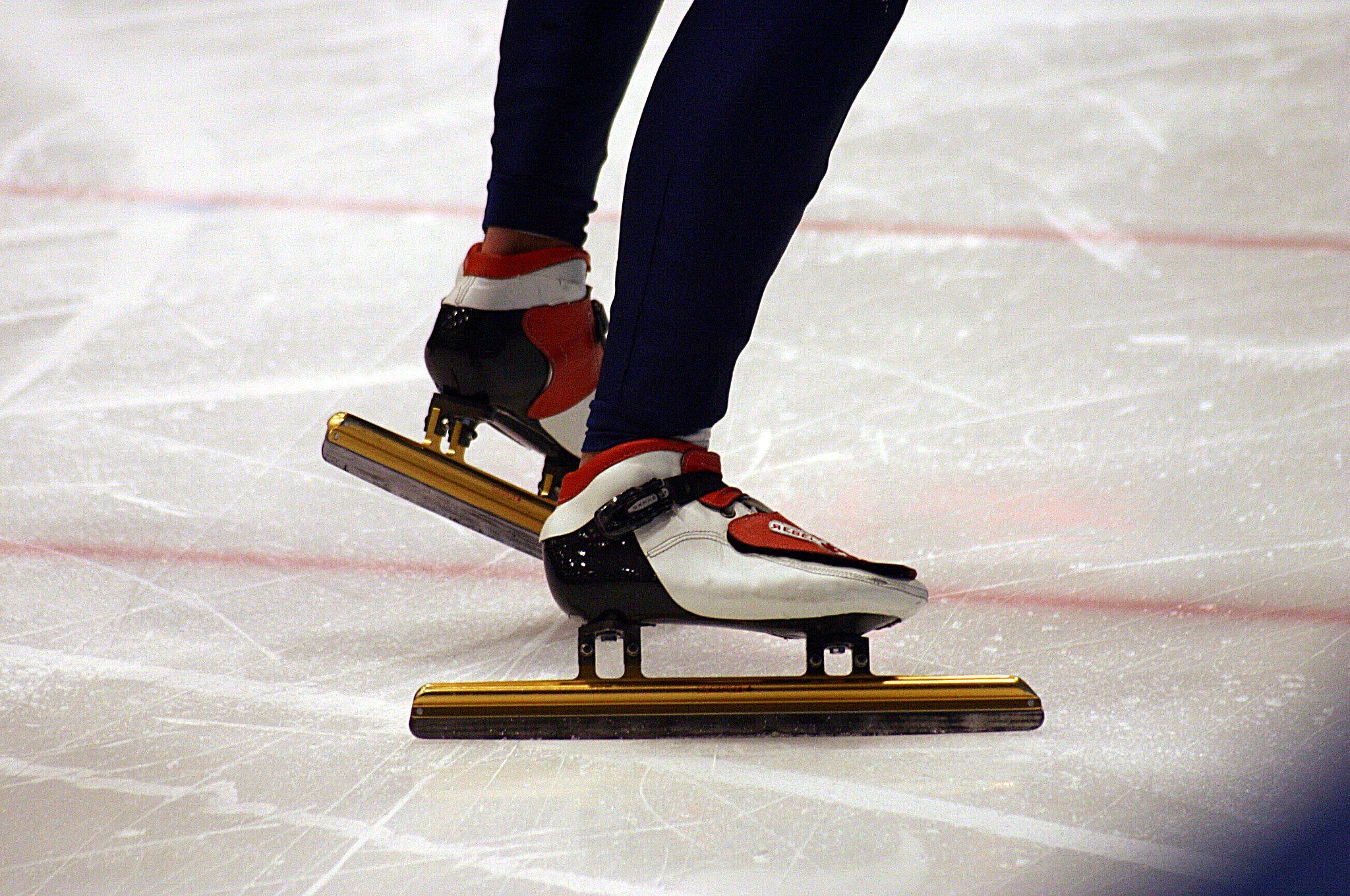
쇼트트랙용 스케이트
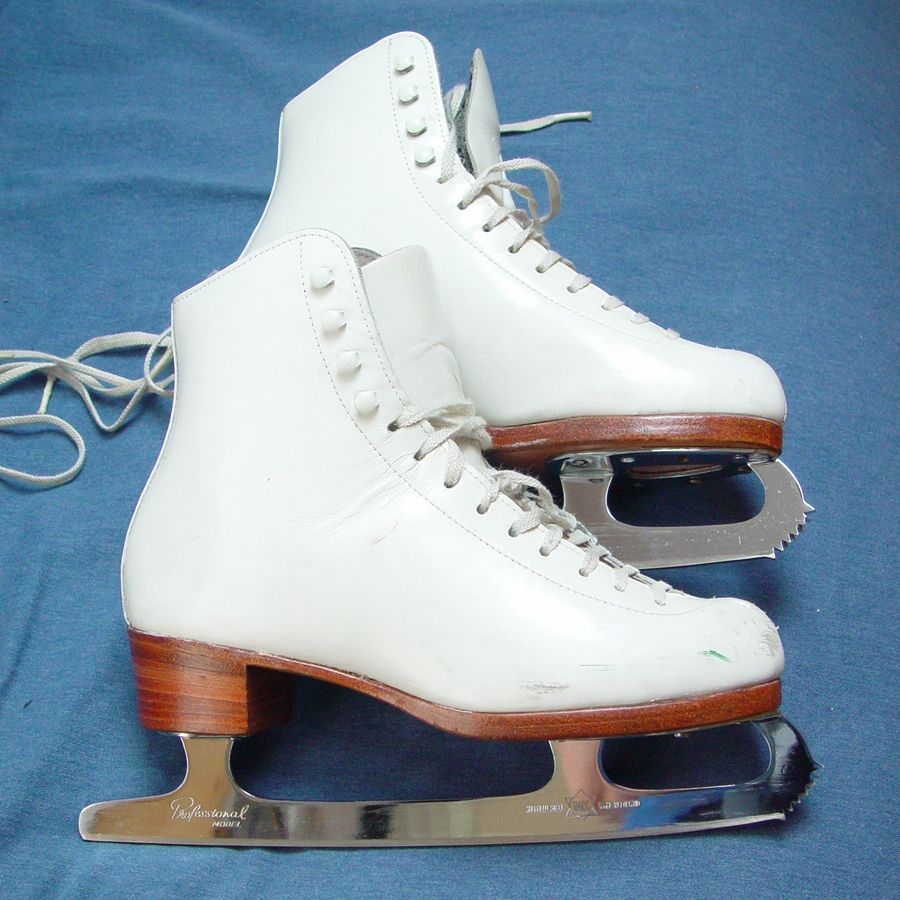
피겨스케이팅용 스케이트
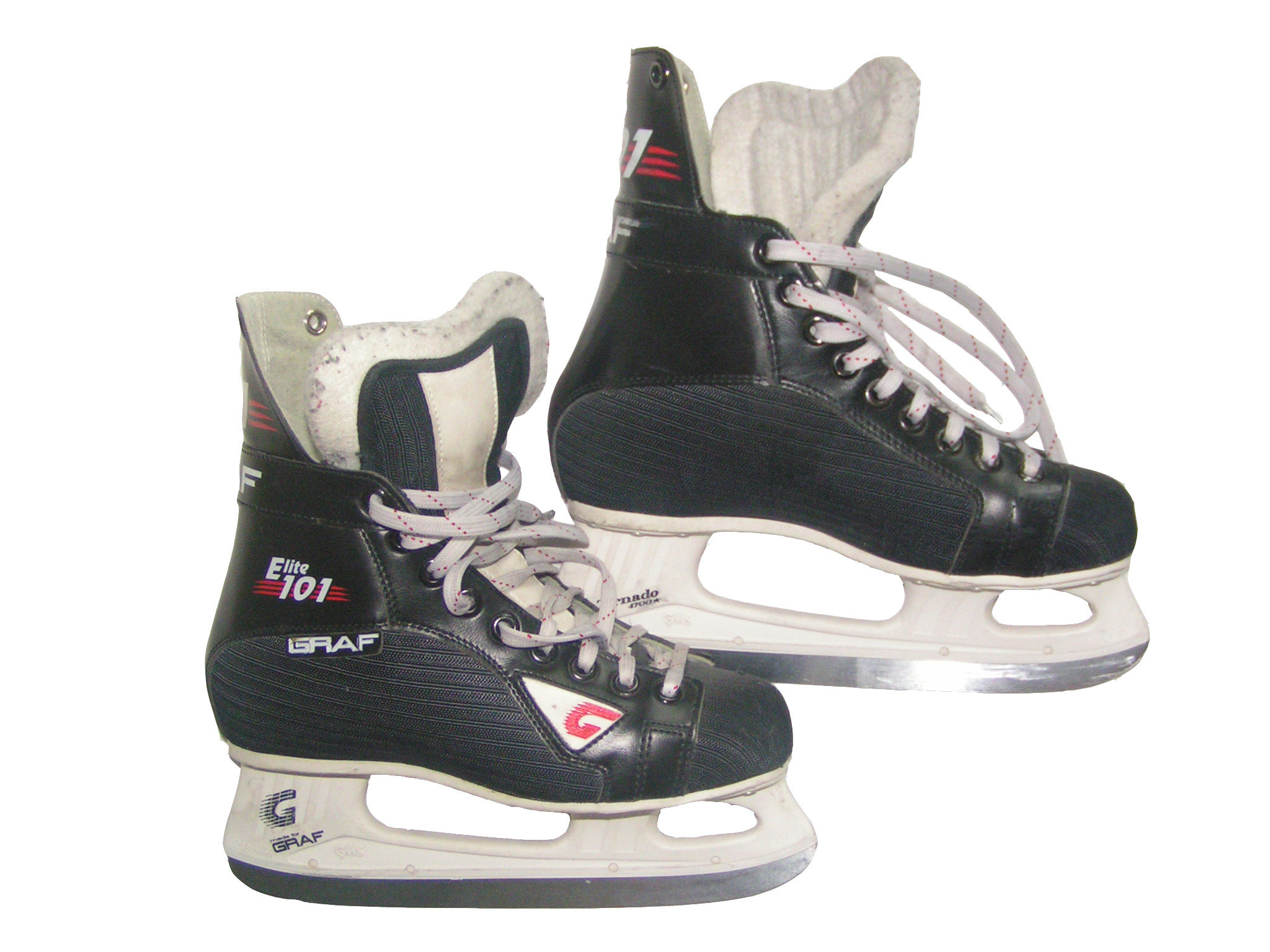
아이스하키용 스케이트
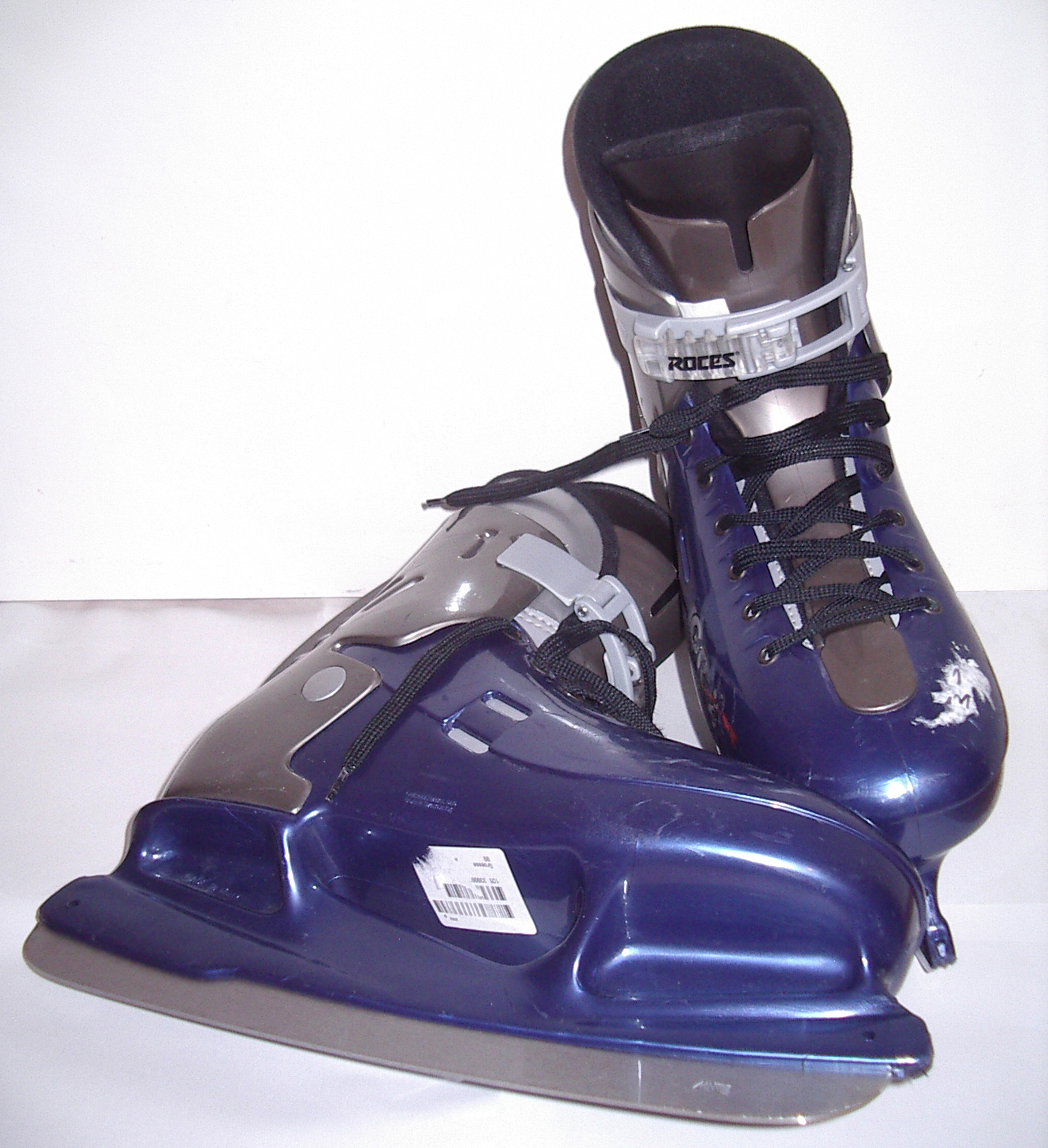
레저용 스케이트

## 같이 보기
- 스케이팅
  - 스피드 스케이팅
  - 쇼트트랙
  - 아이스하키
  - 피겨 스케이팅

- 롤러 스케이팅
  - 인라인 스케이팅
  - 인라인 스피드 스케이팅